# Philotrypesis jacobsoni
Philotrypesis jacobsoni is een vliesvleugelig insect uit de familie Pteromalidae. De wetenschappelijke naam is voor het eerst geldig gepubliceerd in 1926 door Grandi.